# جاتونریتریو
جاتونریتریو (به اسپانیایی: Jatunrritioc) یک کوه در پرو است که در Peru, Cusco Region واقع شده‌است. جاتونریتریو ۵٬۰۰۰ متر بالاتر از سطح دریا واقع شده‌است.